# Рамон Касас
Рамон Касас (кат. Ramon Casas i Carbó; 4 січня 1866, Барселона — 29 лютого 1932, Барселона) — каталонський художник і графік.

## Життєпис

### Ранні роки
Батько майбутнього художника був індіанцем, що збагатився під час праці на острові Куба. Він покинув Кубу і перебрався жити в Іспанію у місто Барселона. Мати походила із забезпеченої родини. Син, Рамон Касас, народився в Барселоні.
Хлопець погано навчався у школі в селі Сан-Джервазіо, що пізніше було поглинуте Барселоною. Батьки бачили, що син навчається погано, але має художні здібності. Його влаштували на навчання до місцевого художника Дж. Вісенса. 1881 року (ще 15-річним і забезпеченим підлітком) він заснував разом з іншими журнал «L 'Avenc». Вже в жовтні 1881 року в журналі був оприлюднений його перший художній твір.

### У Парижі
Вже наприкінці жовтня 1881 року Рамон відбув у Париж разом із братом, де почав навчатись у художній академії Каролюс-Дюрана (паризького портретиста), а потім у академії Жерве. Перебування у Парижі було оформлене як відрядження кореспондента від журналу «L 'Avenc». 1883 року він створив власний автопортрет як танцівника фламенко. Рамон Касас продовжує вивчати твори попередників і сучасників, серед останніх авторитетами для нього стають Ігнасіо Сулоага, Сантьяго Русіньоль, Ежен Кар'єр, П'єр Пюві де Шаванн.
Виявилась і обставина його поганого навчання та хворобливості, у нього виявили туберкульоз.

### Перші успіхи
Майже все життя він буде пов'язаний дружніми стосунками із Сантьяго Русіньолем та Пере Ромеу. Із Русіньолем 1889 року вони мандруватимуть Каталонією. Наслідком мандрів стане невелика книга з текстами Русіньоля та малюнками-ілюстраціями Рамона Касаса.
Осінь та зими Рамон Касас проводитиме у Парижі, а другу половину року в Іспанії, переважно у Барселоні, а також в Мадриді та Гранаді. В Парижі Рамон мешкав на Монмартрі, де створилася невелика іспанська діаспора — художники Сантьяго Русіньоль, Рамон Канудас, художник і мистецтвознавець Мігель Утрілло. Рамон Касас був долучений до Товариства французьких художників (Société d'Artistes Françaises), що забезпечило йому право брати участь у виставках Салону щорічно без дозволу конкурсного журі.
1890 року в Барселоні він виставив власні роботи, де також демонстрував свої твори скульптор Енріко Кларасо́. Твори цього періоду ще межують із впливами академізму і лише наближаються до технологій імпресіонізму. В картині «Пленер» (або «Кафе просто неба») Рамон Касас зобразив жінку-художницю Сюзанну Валадон та мистецтвознавця Мігеля Утрілло.
Розпочався етап участі в різних виставках, твори Рамона Касаса бачили відвідувачі у Мадриді (1892, 1894), Берліні (1891, 1896), на всесвітній колумбійській виставці у місті Чикаго (1993). Зросла і упевненість у власних силах, митці почали влаштовувати виставки в самій Каталонії, в містах Барселона та Сітжес.
Рамон Касас не має якоїсь постійної теми і в картинах побутового жанру звертається до буденних та актуальних подій. Він наче літописець фіксує різноманітні і хвилюючі події — «Хор чорниць», «Хресну ходу на свято Тіла Господнього біля церкви Санта Марія», страту анархіста-терориста («Публічна страта», 1894).

### Артистичне кафе «Чотири кота»

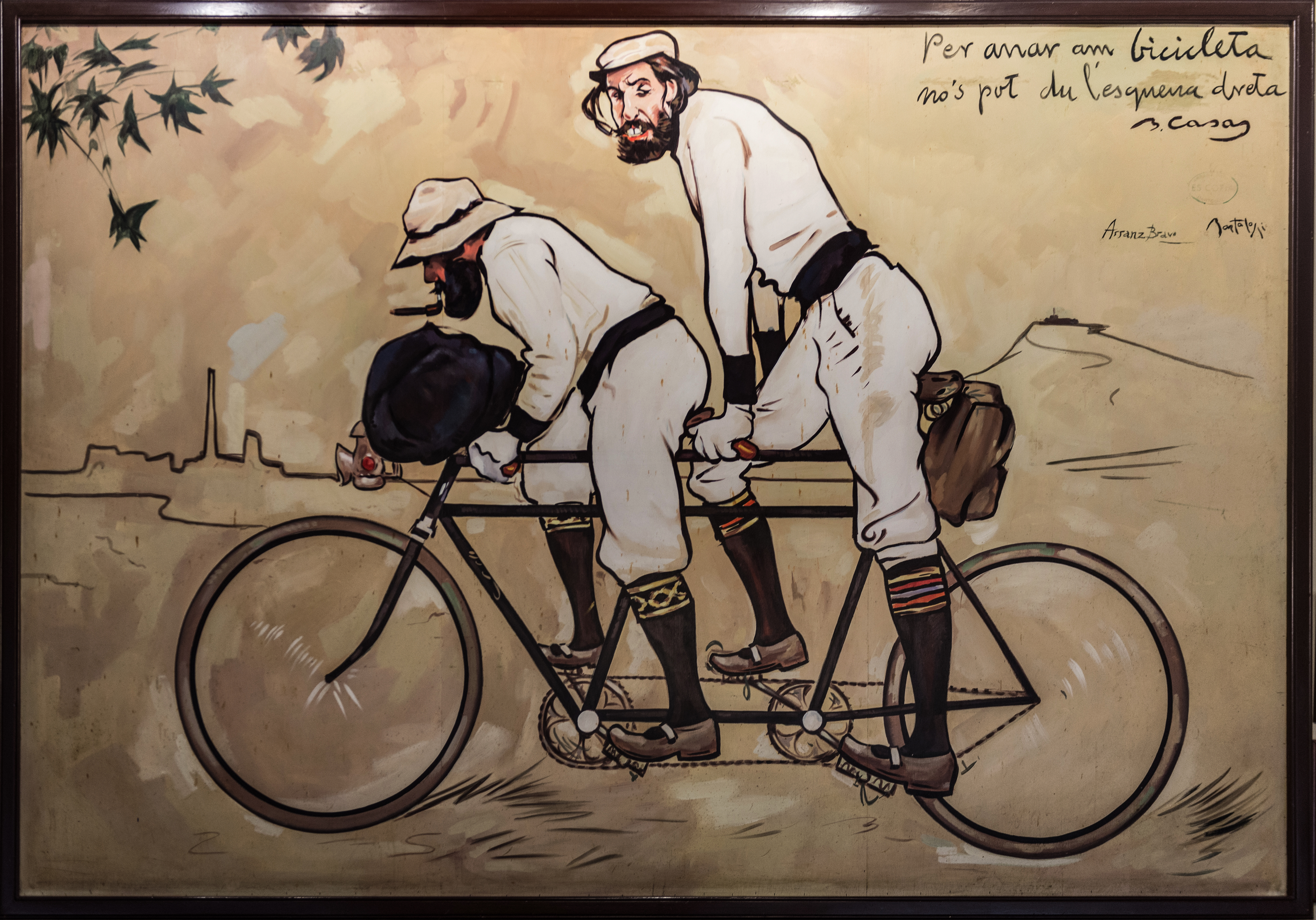
«Тандем велосипедистів» після урізаних бічних частин. Музей сучасного мистецтва, Барселона, 1897 р.

Рамон Касас сприяє пожвавленню художнього життя Барселони, не забуваючи про власну саморекламу. Разом із приятелями Пере Ромеу, Сантьяго Русіньолем та Мігелем Утрілло вони 1897 року відкрили артистичне кафе «Чотири кота» у будинку Марті майже в центрі Барселони за зразком паризького кафе «Le Chat Noir». За планом, кафе мало стати місцем зборів каталонських митців і майданчиком для художніх виставок. Для декору кафе Рамон Касас пише провокативно-сучасну картину «Тандем велосипедистів» з власним портретом та портретом Пере Ромеу, бо сам був фанатом велосипедних прогулянок. Картина, що нагадувала великого розміру плакат, наче сигнал до пожвавлення художнього життя у місті.
Оточення Рамона Касаса активно засвоює усі досягнення цивілізації. Це не тільки велосипед, відвідини кафе і художніх виставок, це і опановування перших автомобілів. Фіксацією нового етапу споживання стане картина «Рамон Касас і Пере Ромеу в автомобілі». Обидва подані з усіма атрибутами успішних людей — у фірмових кожухах і власним собакою.
Окрім артистичного кафе Рамон Касас став засновником художнього і літературного журналу. Перше видання проіснувало недовго і його замінив журнал « Pèl & Ploma». Обидва видання не принесли матеріального успіху, але сприяли популяризації творів Рамона Касаса та кафе «Чотири кота».

### Подорожі до Сполучених Штатів

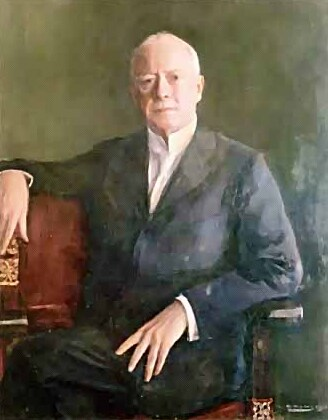
«Портрет мецената Чарльза Диринга», 1914

1908 року в Барселоні Рамона Касас зустрівся з американським бізнесменом і філантропом Чарльзом Дирингом, котрий прийшов у захоплення від творів митця. Чарльз Диринг, що мешкав деякий час у Каталонії, став покровителем митця. Касас створив портрет Чарльза Диринга, а також був відповідальним за реставрацію декількох споруд, придбаних Чарльзом Дирингом у місті Сітжес.
1908 року Рамон Касас відвідав Сполучені Штати, де працював на замовлення як художник-портретист і створив низку портретів бізнесменів з оточення мецената Чарльза Диринга.
Вдруге художник відвідав Сполучені Штати 1924 року разом із молодою дружиною.

### Пізнє одруження
По поверненню у Барселону він зустрів молоду дівчину Юлію Перайре і закохався. Вона стане його улюбленою моделлю та коханкою. Про шлюб не йшлося роками через спротив родини художника та значну різницю у віці (Юлія була на 22 роки молодша за художника).
Рамон Касас візьме шлюб із Юлією лише у 1922 році, подолавши спротив родини.

### Смерть
Рамон Касас помер у Барселоні у лютому 1932 року через ускладнення туберкульозу.

## Вибрані твори (живопис)
- «Смерть коней на арені», 1886
- «У кафе Мулен де ла Галетт»
- «Кафе просто неба»

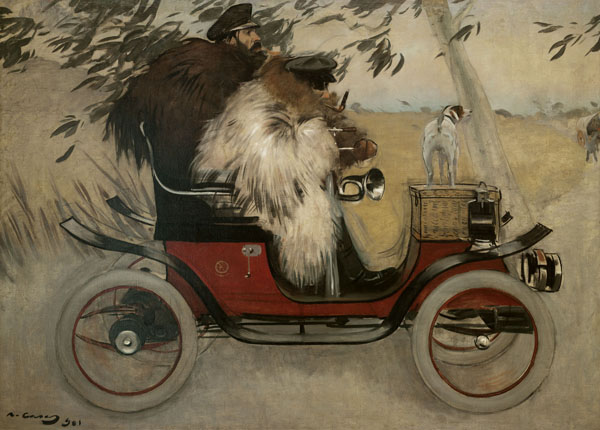
«Рамон Касас та Пере Ромеу в автомобілі», 1890

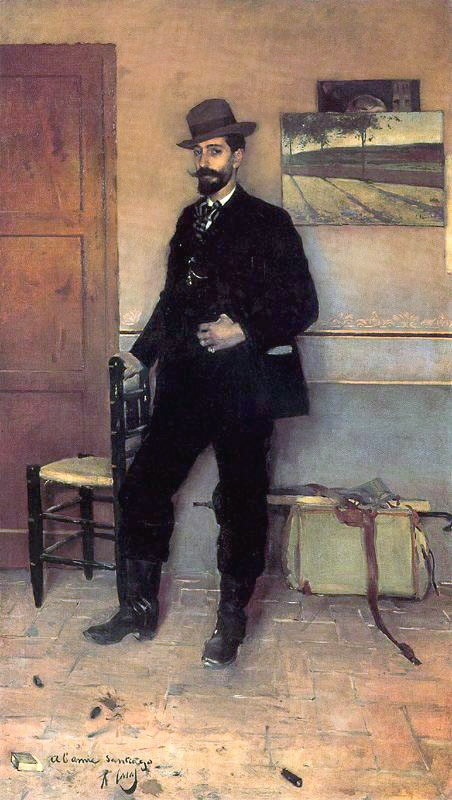
«Портрет художника Сантьго Русиньоля», кінець 1890-х рр.

- «Портрет Монсерат Касас в білій сукні», 1888, Мадрид
- «Портрет Елізи Касас», 1889
- «Дві шляхетні сіньорити у зимовому саду», 1890
- «Рамон Касас та Пере Ромеу у автомобілі», 1890
- «Богема. Поет на Монмартрі», 1891
- «Танці в кафе Мулен де ла Галет» , 1891
- «На терасі», 1892
- «Сантьяго Русіньоль на люстрі», жартівлива композиція, 1895
- «Нана Сарда», 1893
- «Публічна страта», 1894
- «Вечір танців», 1896
- «Хресна хода на свято Тіла Господня у церкви Санта Марія», 1898, Національний музей мистецтв Каталонії
- «Вдова в траурі», 1899
- «Портрет Еріка Саті» (до колін)
- «Ложа в театрі Серк дель Лісеу», 1902
- «Хор чорниць», 1901
- «Балерини», 1902
- «Автомобіль», 1902
- «Фоє театру» (подвійний портрет), 1902
- «Іспанки у кафе-концерті», 1902

## Вибрані твори (графіка)
Згодом виявилось, що Рамон Касас непоганий портретист. Ще на ранньому етапі він виконав декілька портретів, що мали успіх. Так, «Портрет сестри Елізи» 1895 р. був відібраний журі для експонування на Всесвітній виставці в Парижі у 1900 році.
Рамон Касас виконав більше двох сотень портретів представників бізнесу, літератури, колег-художників художнім вугіллям. Більшість малюнків художника зберігається у Барселоні. Він вдало використовував як композиції парадного портрету («Франциск де Сохо у кріслі», «Скульптор Антонін Мерсьє», 1900, «Карло Піроццині»), так і виниклу моду на ескізність, артистичну недовершеність портретів («Еміль Зала», «Обличчя Елісео Мейфрена», «Шарль Котте»). Його художня техніка цілком французька і нагадувала подібну у Анрі де Тулуз-Лотрека або Стенлейна.

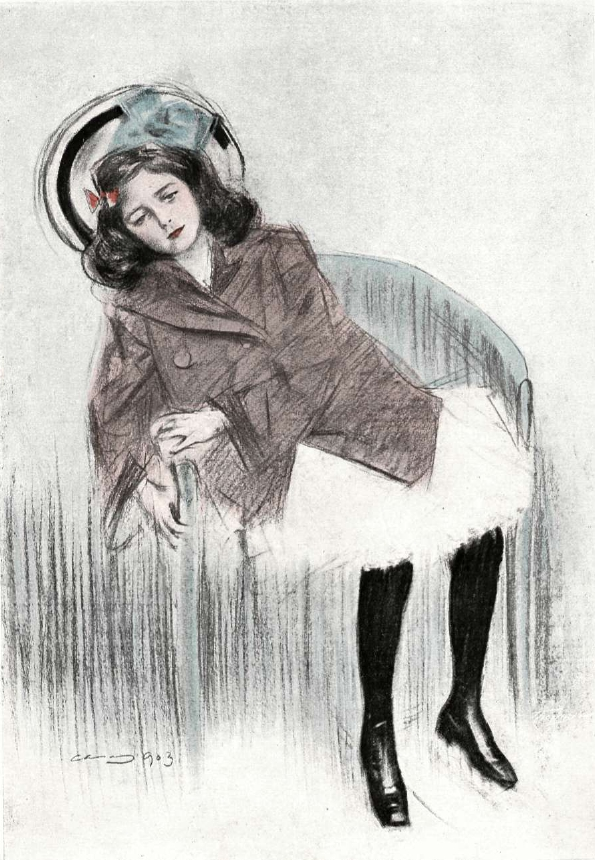
«Портрет Катерінетт»
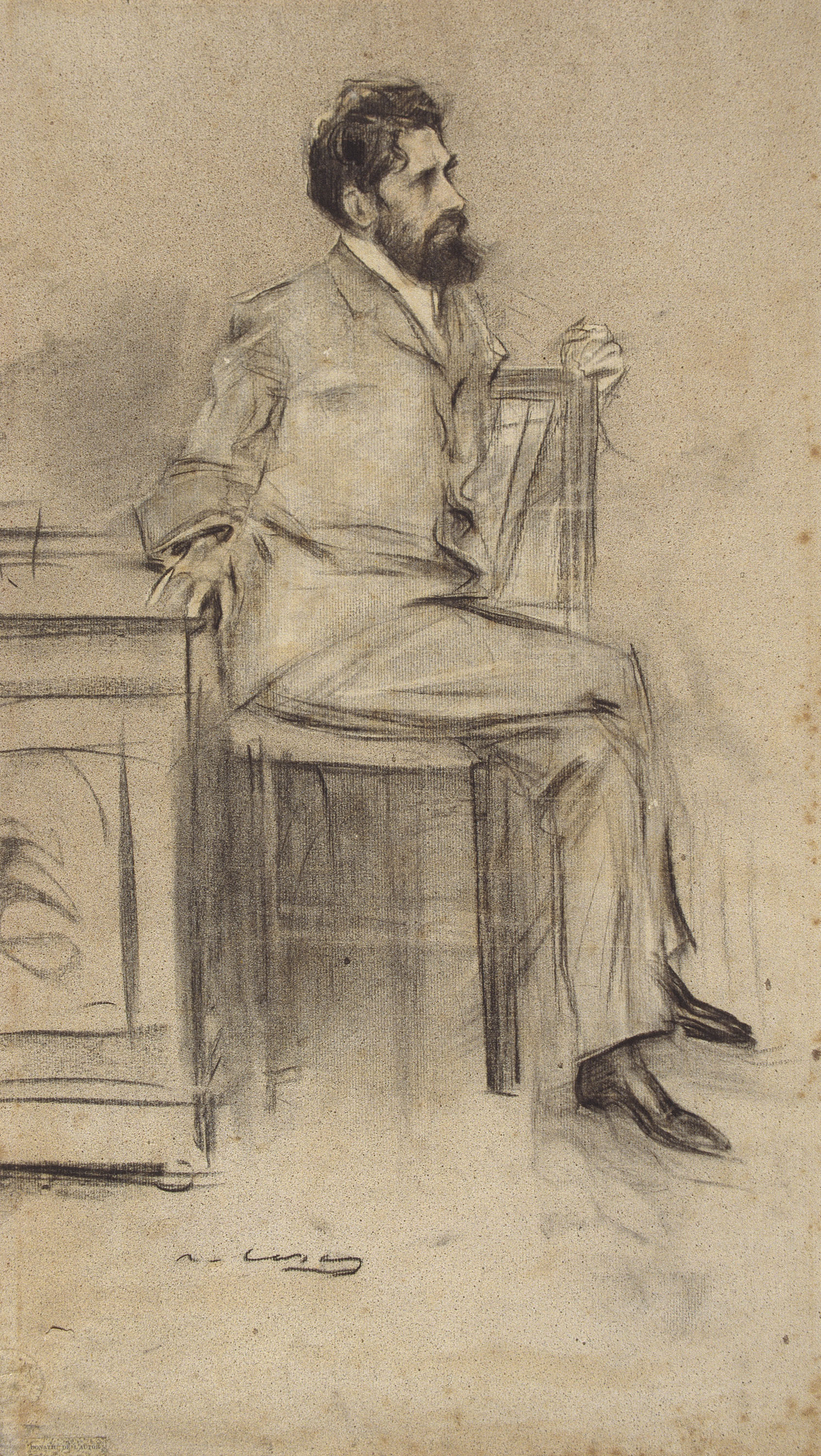
«Модесто Санчес Ортіс», до 1899

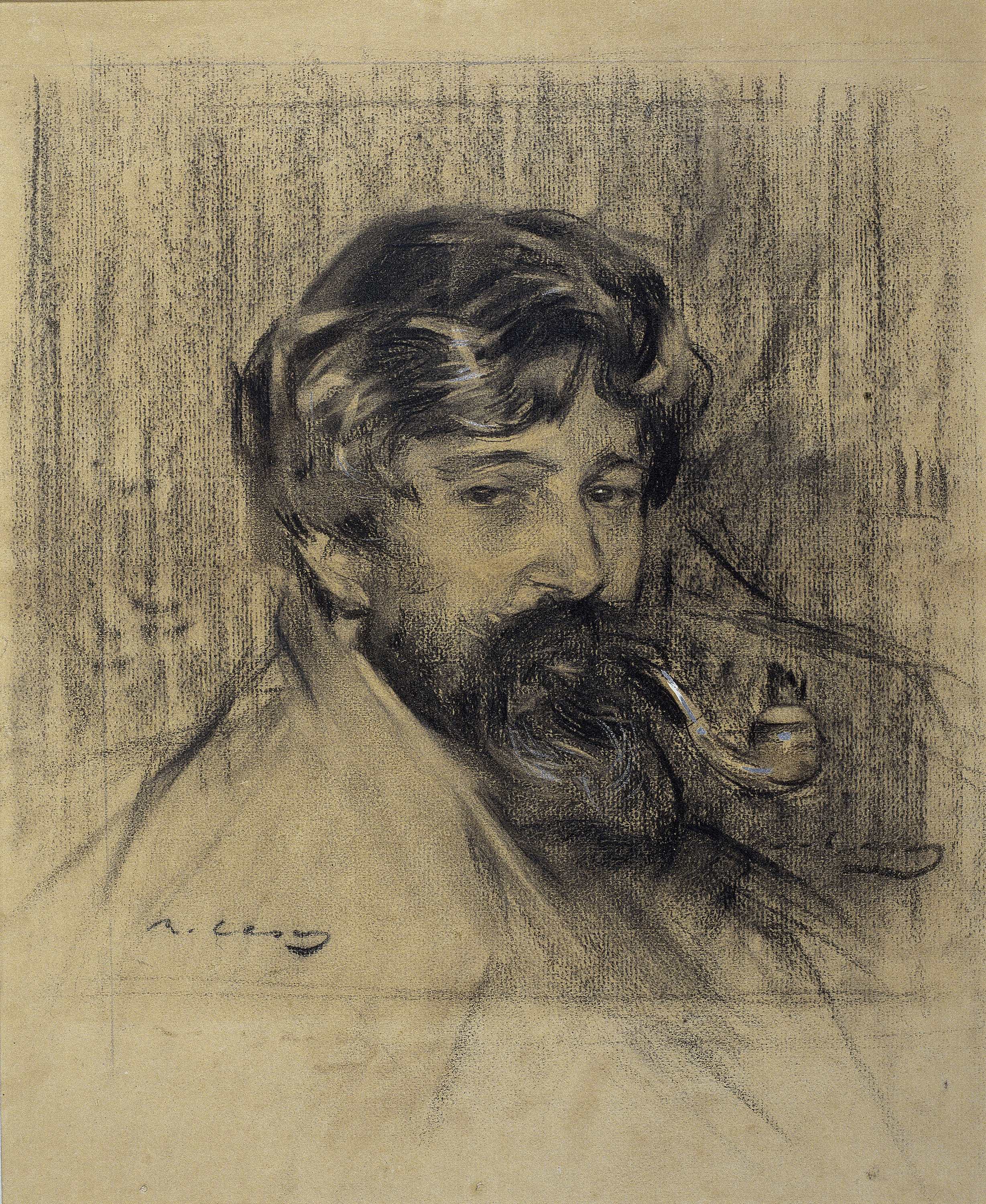
Портрет Сантьяго Русіньоля, папір, вугілля

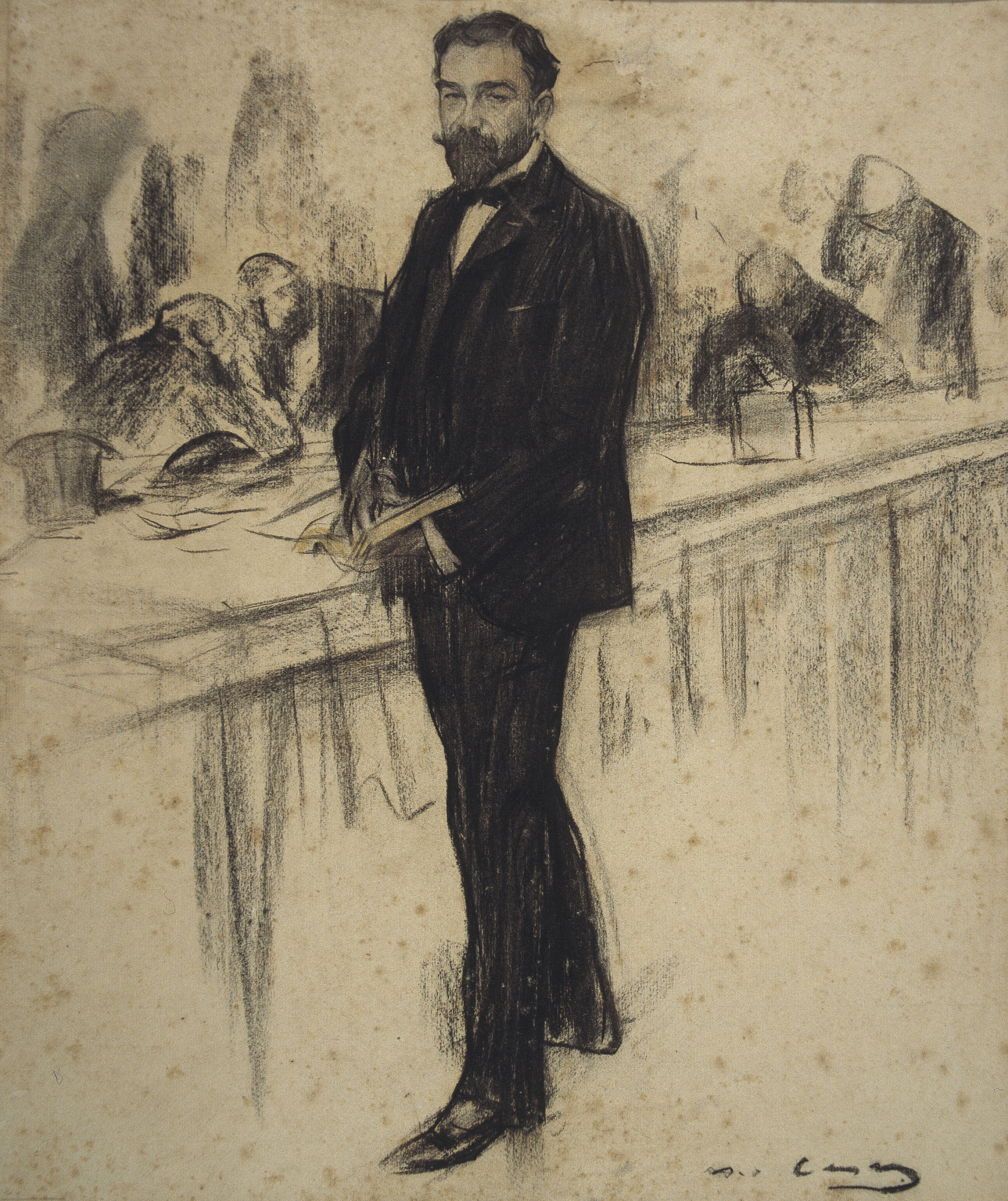
«Аугусті Керол біля столу», 1900

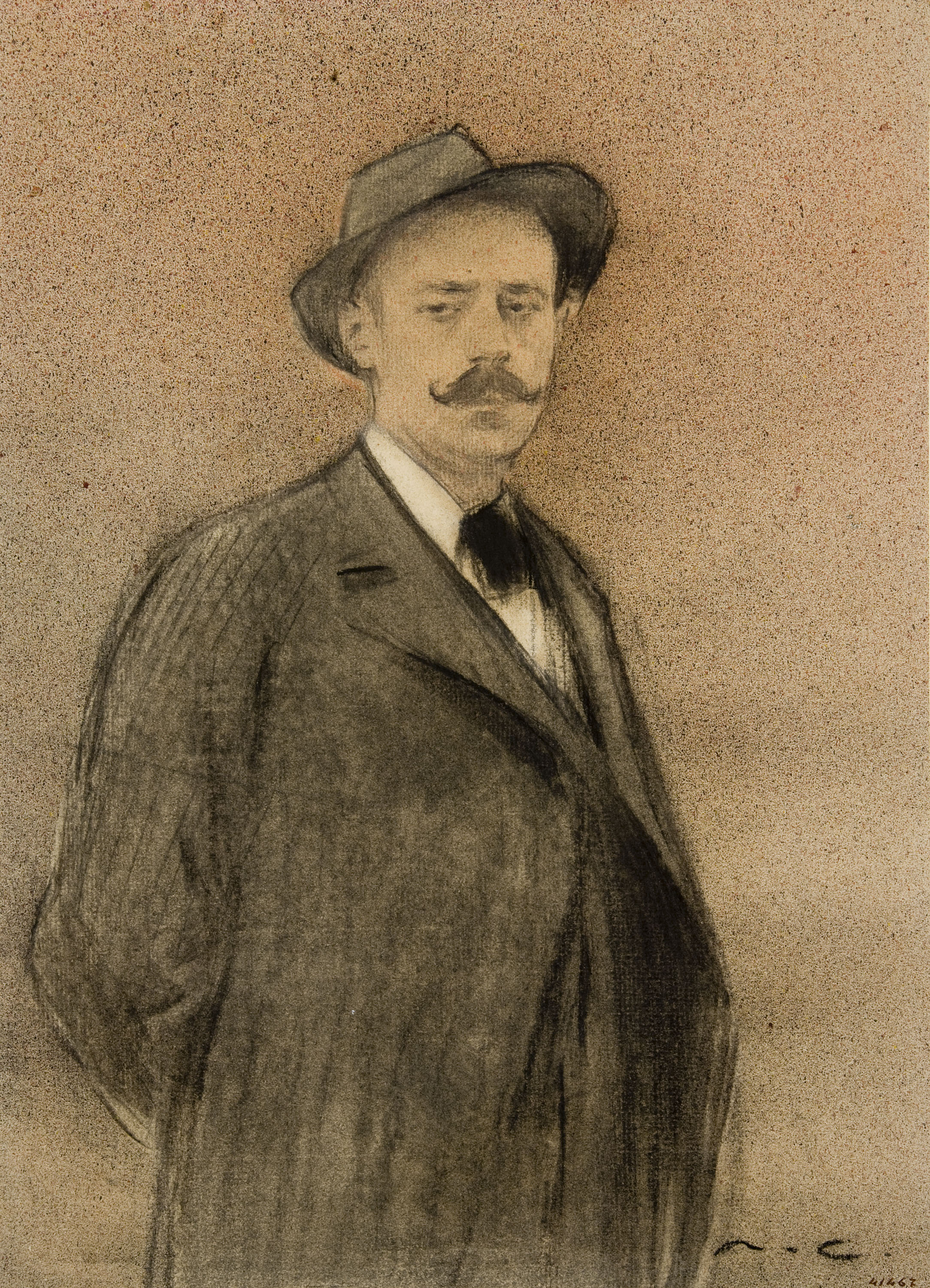
Ігнасіо Сулоага, художник

- «Пере Ромеу» (у повний зріст), до 1899
- «Пере Ромеу» (погруддя), до 1899
- «Агапіт Вальмітьяна», до 1899
- «Ардія Гуаль», до 1899
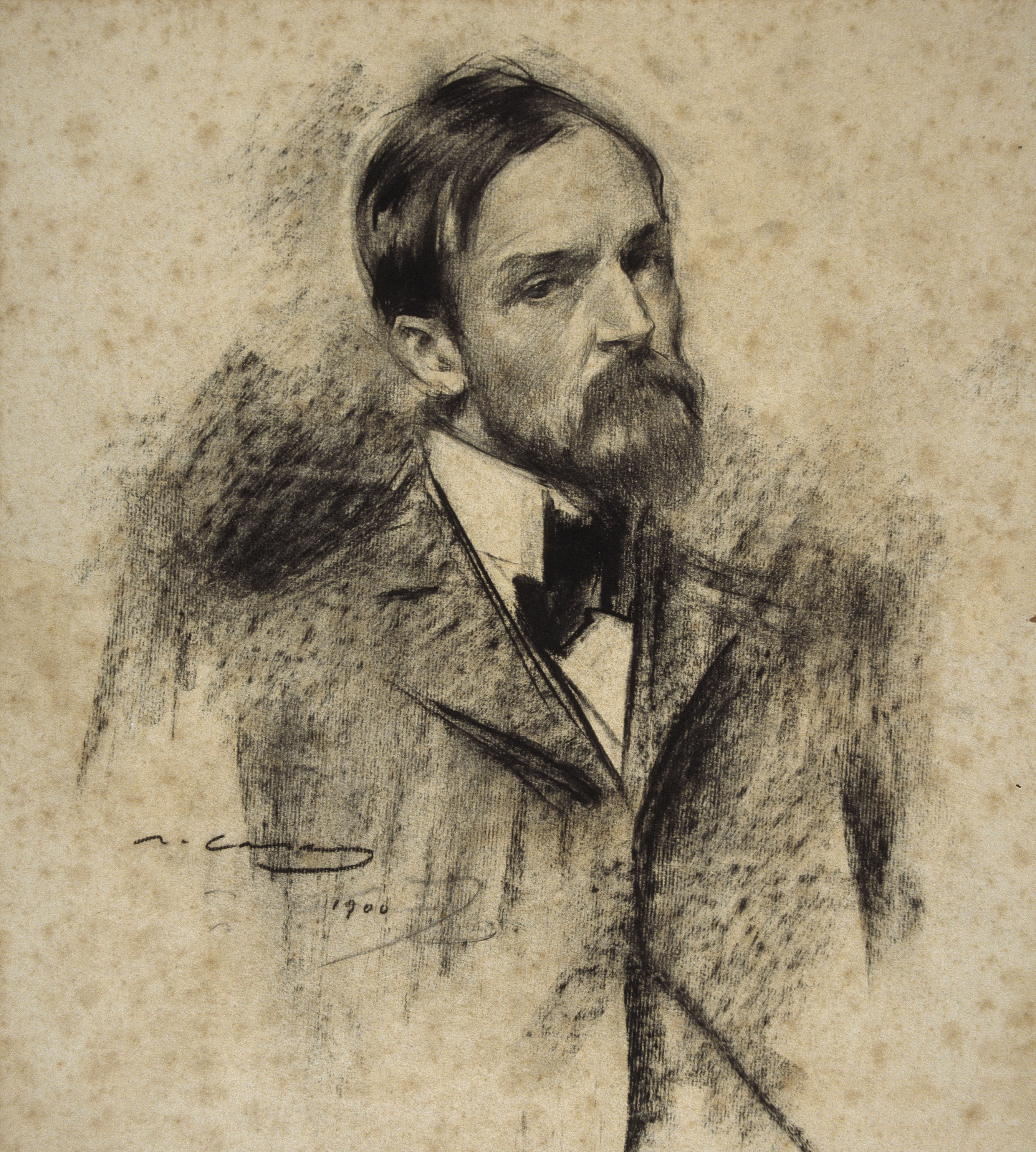
«Люсьен Сімон», 1900
- «Скульптор Антонін Мерсьє», 1900
- «Аугусті Керол біля столу», 1900
- «Альберт Русіньоль», 1900
- «Пабло Пікассо» (портрет художника у повний зріст), 1900
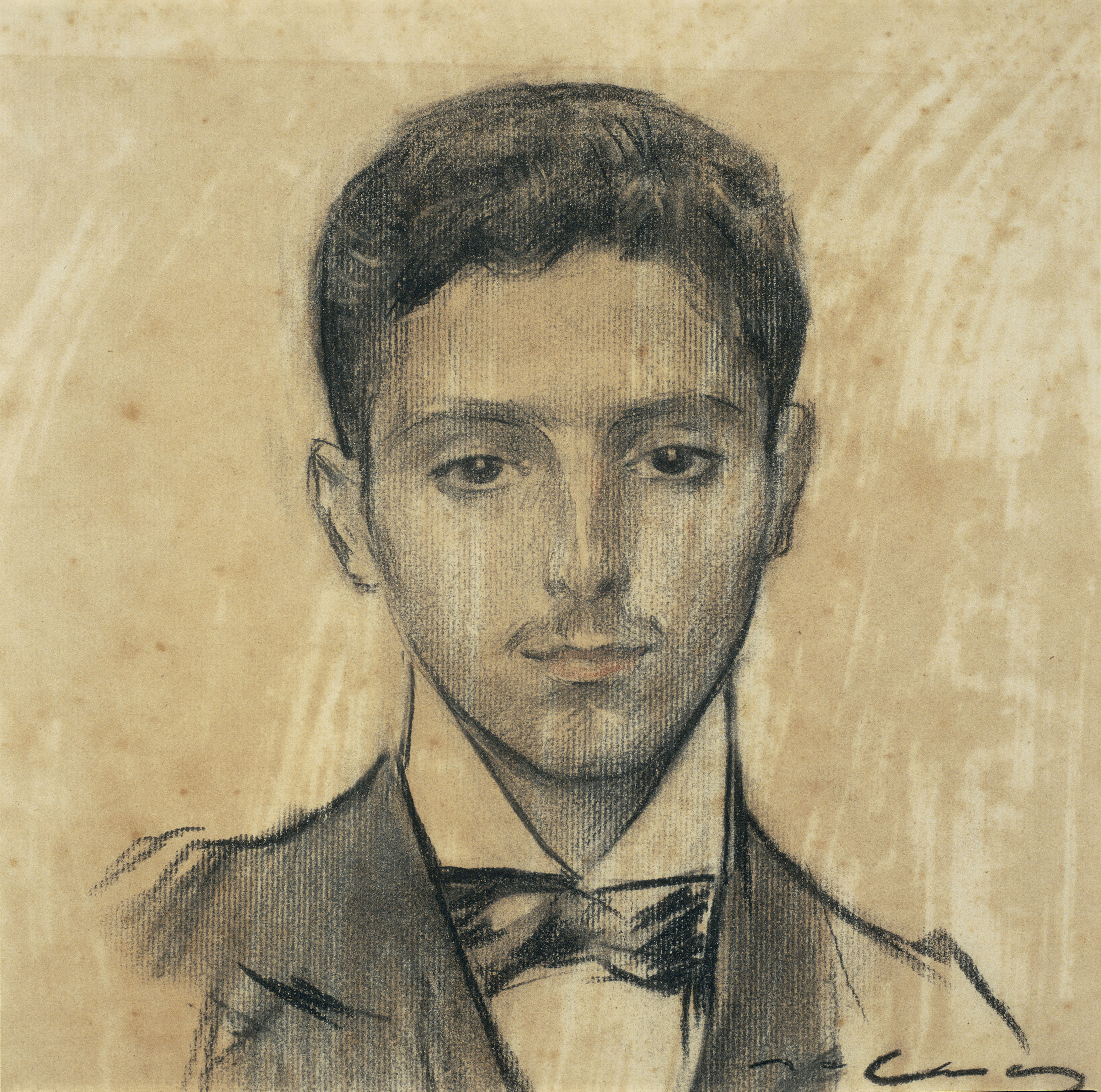
«Хосеф Піхон», до 1910
- «Шарль Котте»
- «Еміль Зала»
- «Обличчя Елісео Мейфера» (портрет художника)
- «Луїс Хавьєр де Рікард», 1901
- «Антоні де Ферратер» (у повний зріст)
- «Ансельмо Фернандес», 1905
- «Андреу Перелло», 1906
- «Автопортрет», 1908
- «Альберт Бастардас», до 1908
- «Антоні Рібера» (у повний зріст)
- «Апеллес Местрес біля конторки»
- «Карло Піроццині»
- «Беніто Перес Гальдос»
- «Челесті Гальсеран»
- «Гонсало Більбао»
- «Аркаді Мас і Фондевіла», до 1923

- «Портрет Катерінетт»
- «Модесто Санчес Ортіс»
- «Люсьен Сімон»
- «Хосеф Піхон»

## Вибрані твори (плакати)

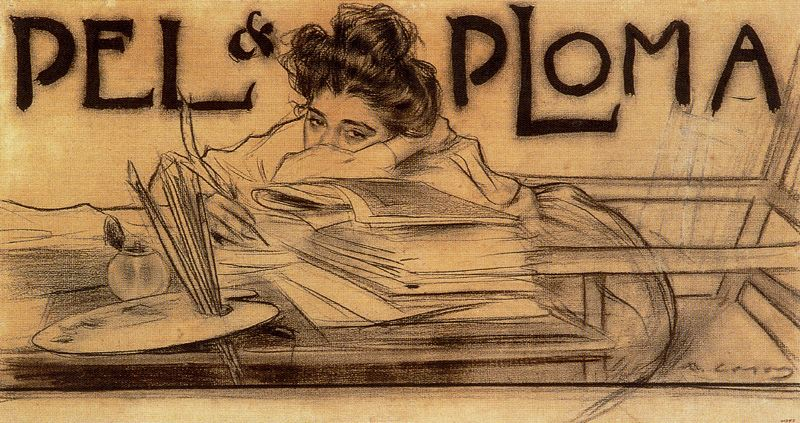
Реклама журналу Pel & Ploma

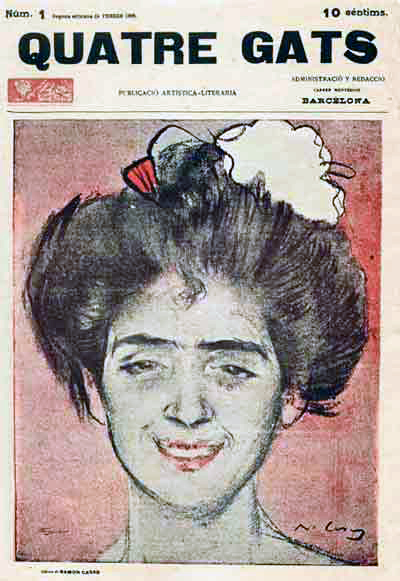
Реклама артистичного кафе «Чотири кота» у Барселоні
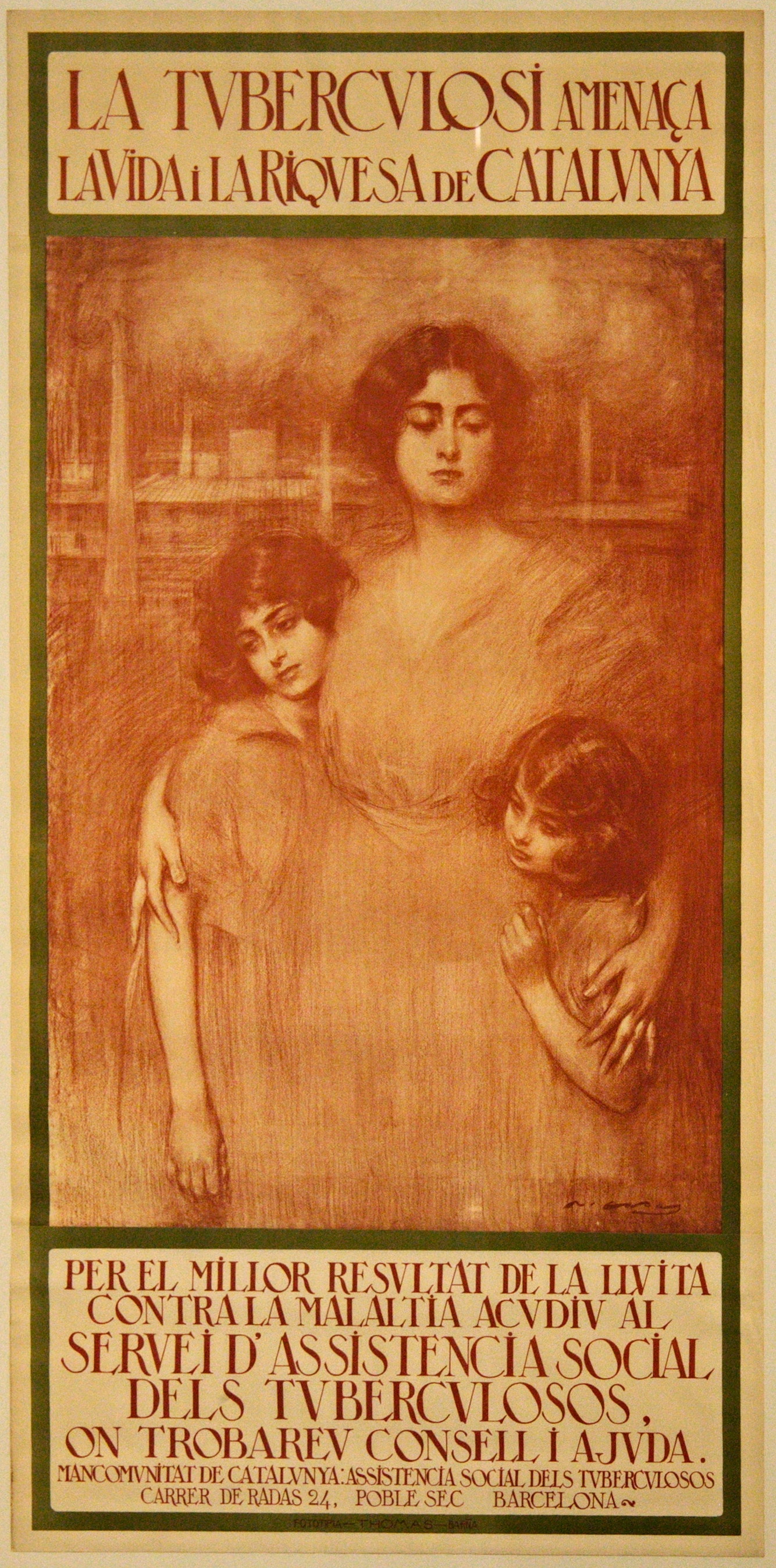
Антитуберкульозна кампанія у Каталонії
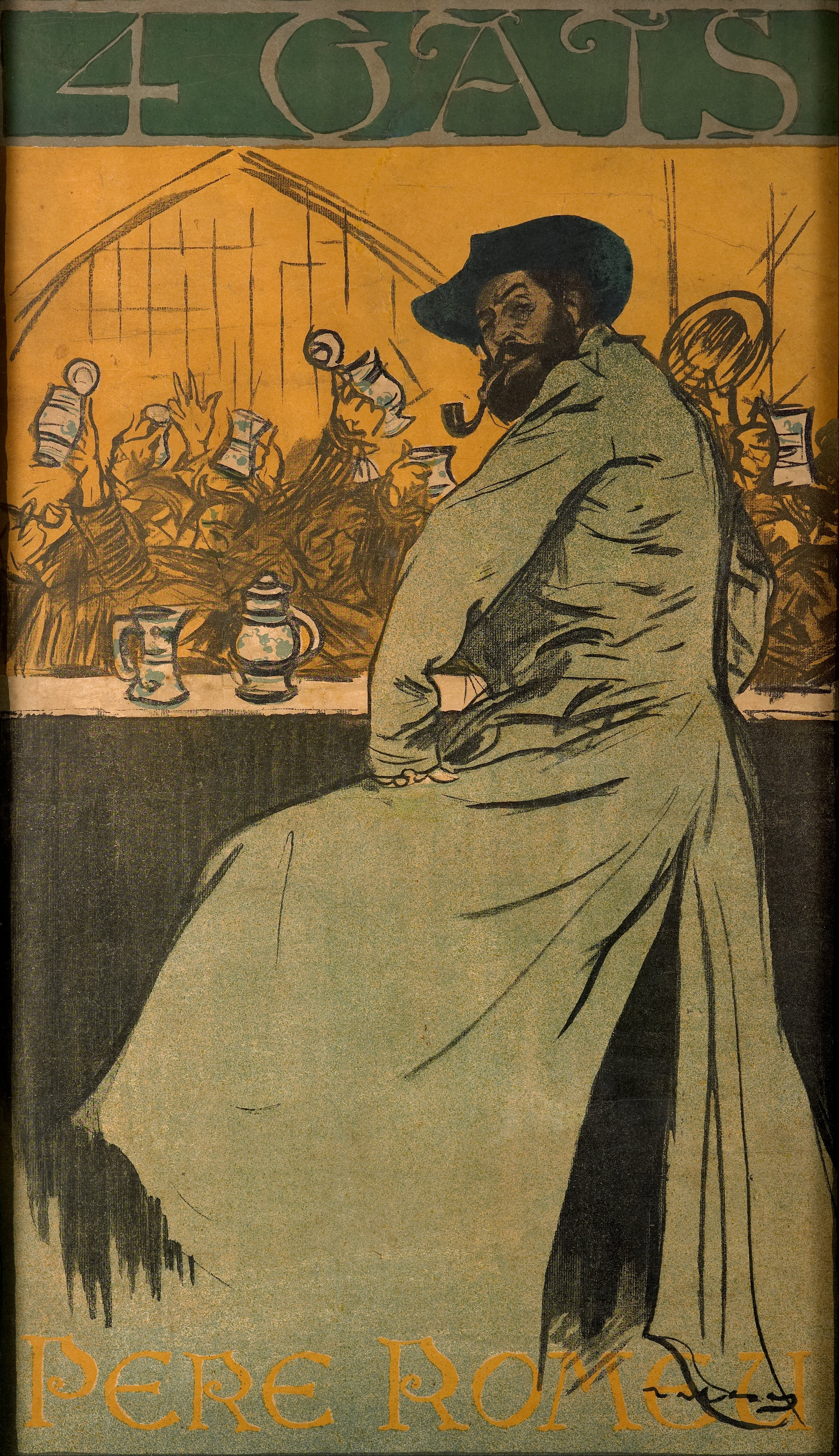
Пере Ромеу, кафе «Чотири кота» у Барселоні, 1900
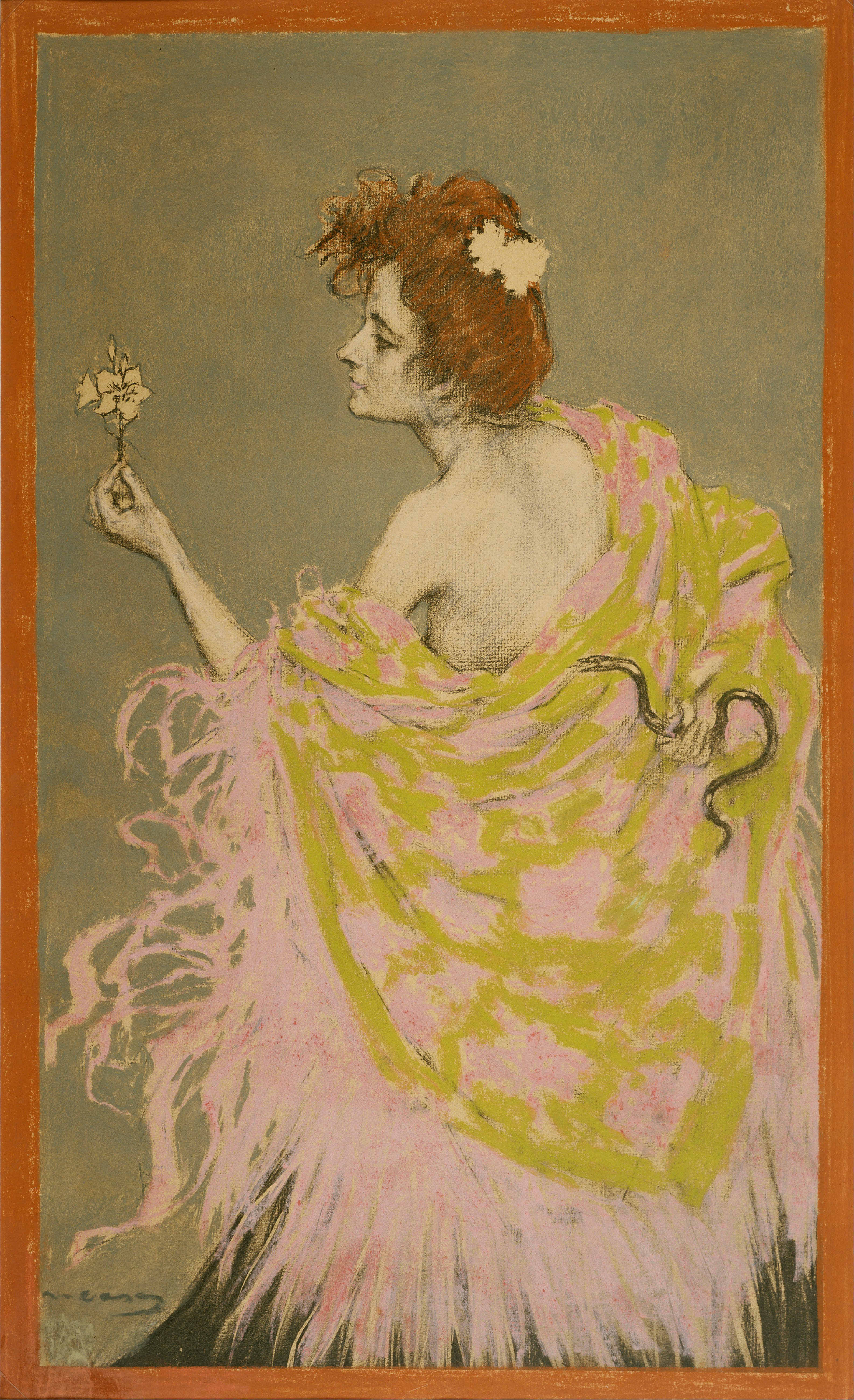
«Обережно, сіфіліс», малюнок до плакату, 1900
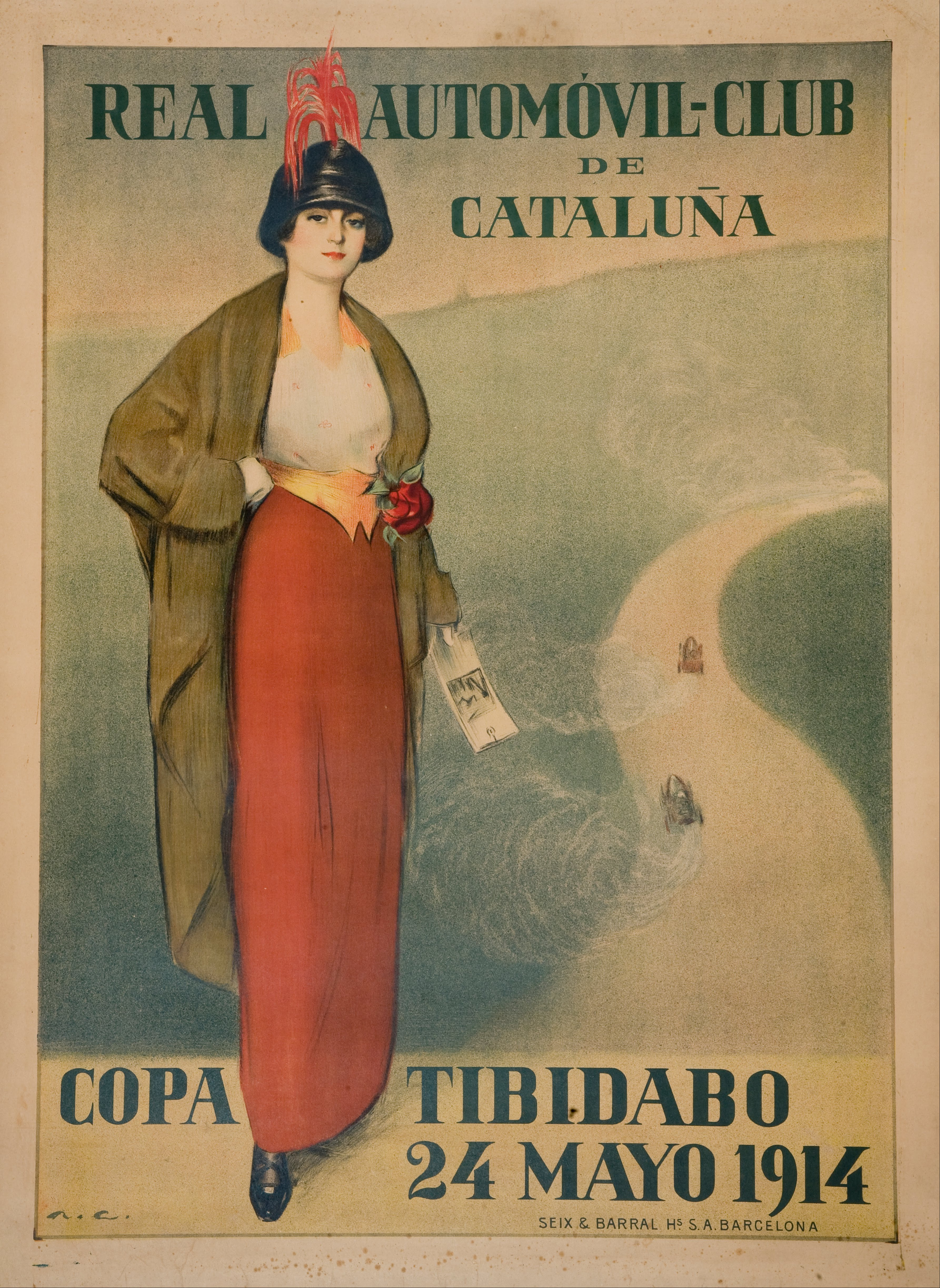
«Автомобільний клуб», 1914

## Галерея вибраних творів (живопис)

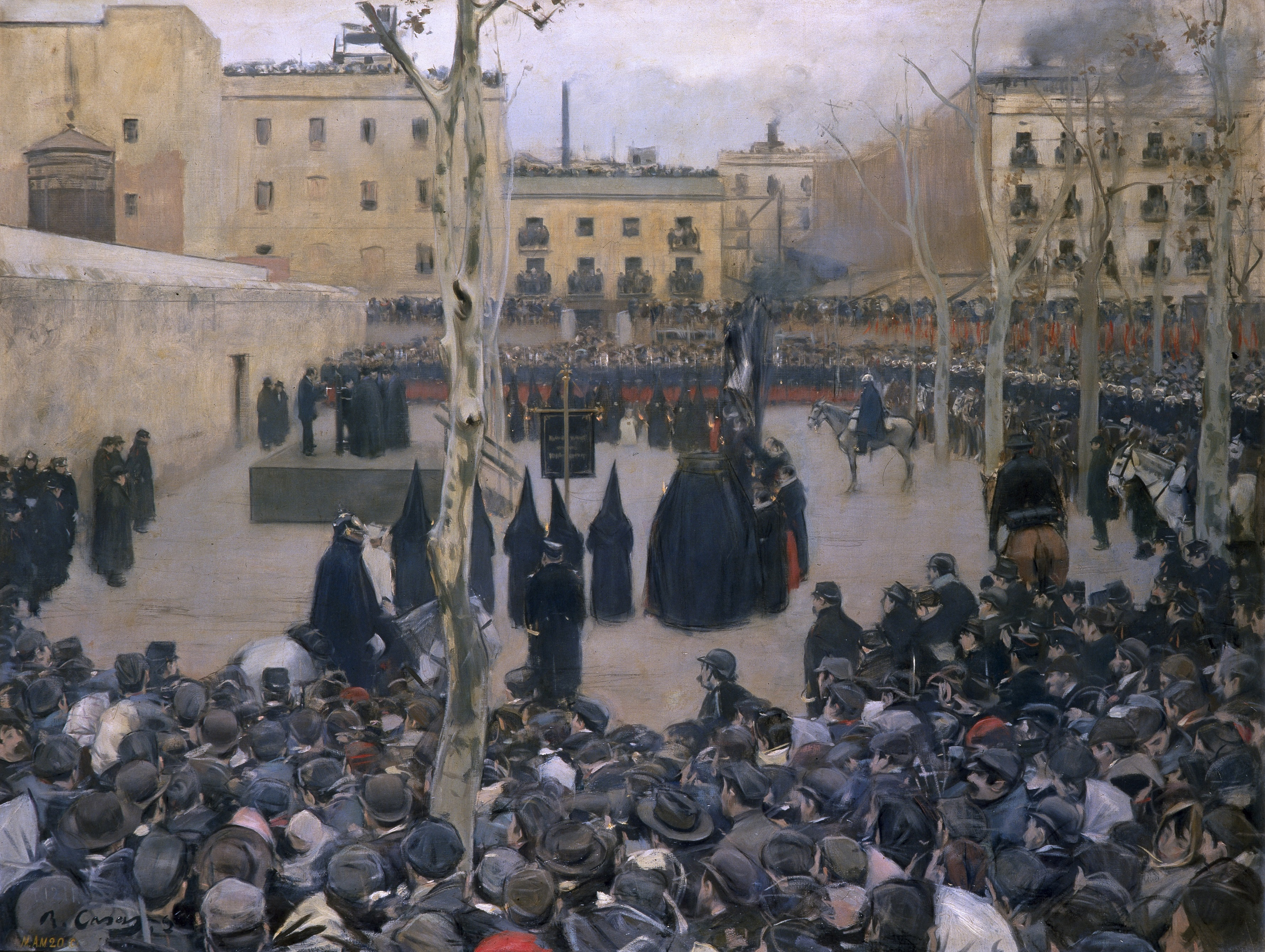
«Публічна страта», 1894
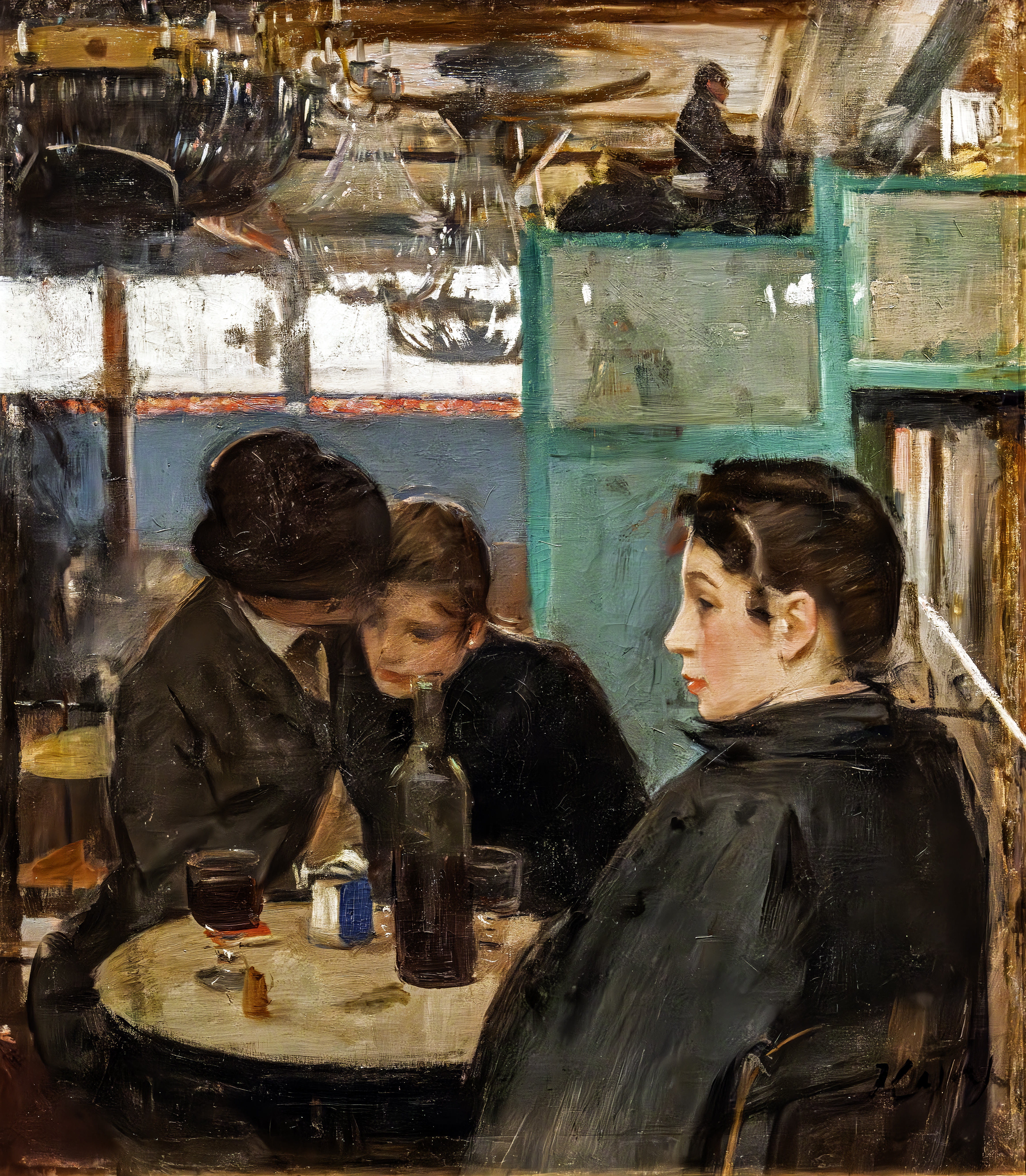
«У кафе Мулен де ла Галетт»
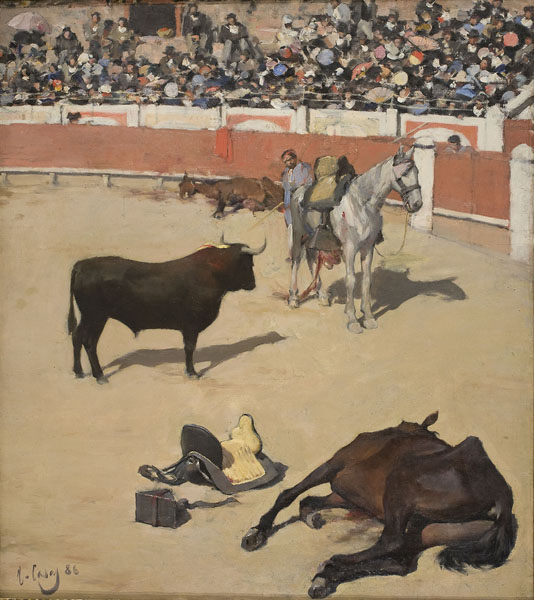
«Смерть коней на арені», 1886
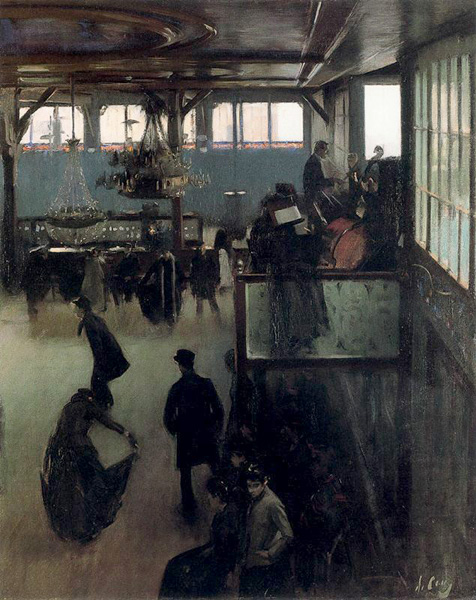
«Танці в кафе Мулен де ла Галет», 1891
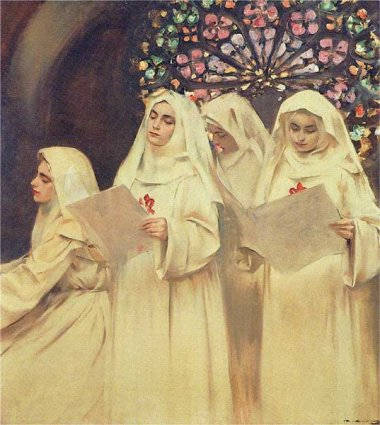
«Хор чорниць», 1901
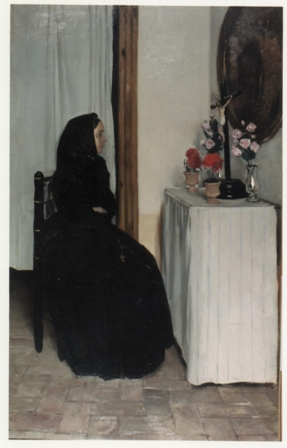
«Вдова в траурі», 1899
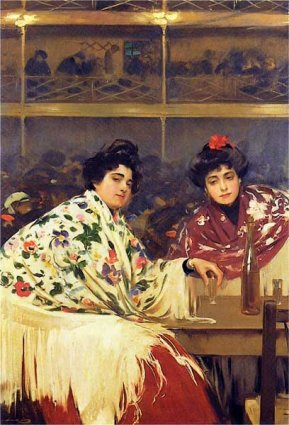
«Іспанки у кафе-концерті», 1902
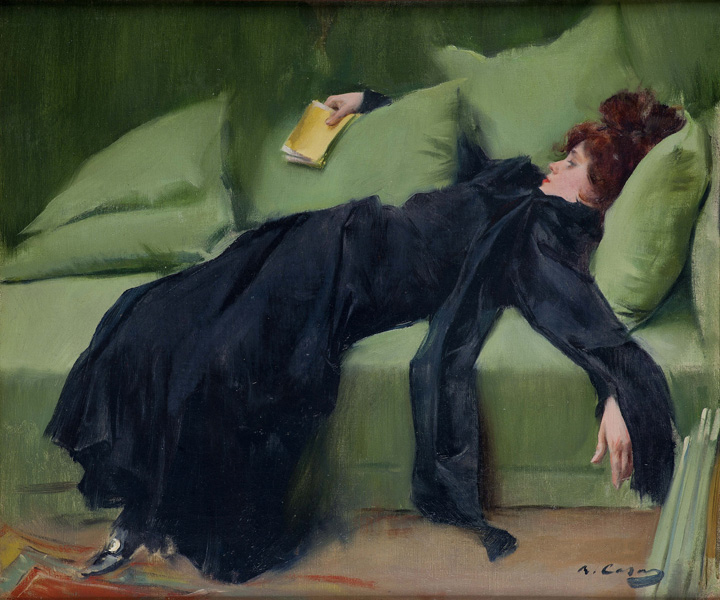
«Паньонка доби декадансу», 1899
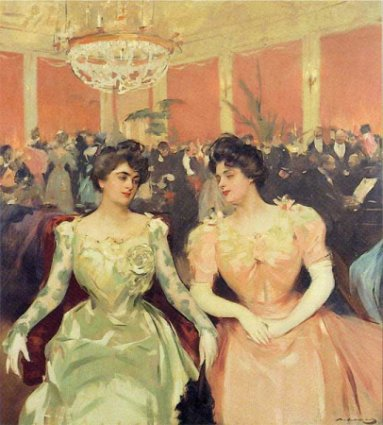
«Фоє театру», 1902
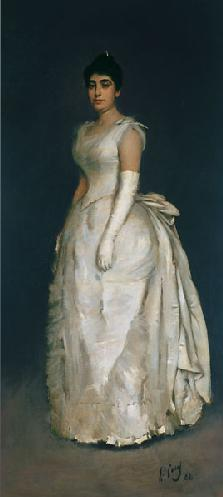
«Портрет Монсеррат Касас в білій сукні», 1888, Мадрид